# Oswaldo de Lia Pires

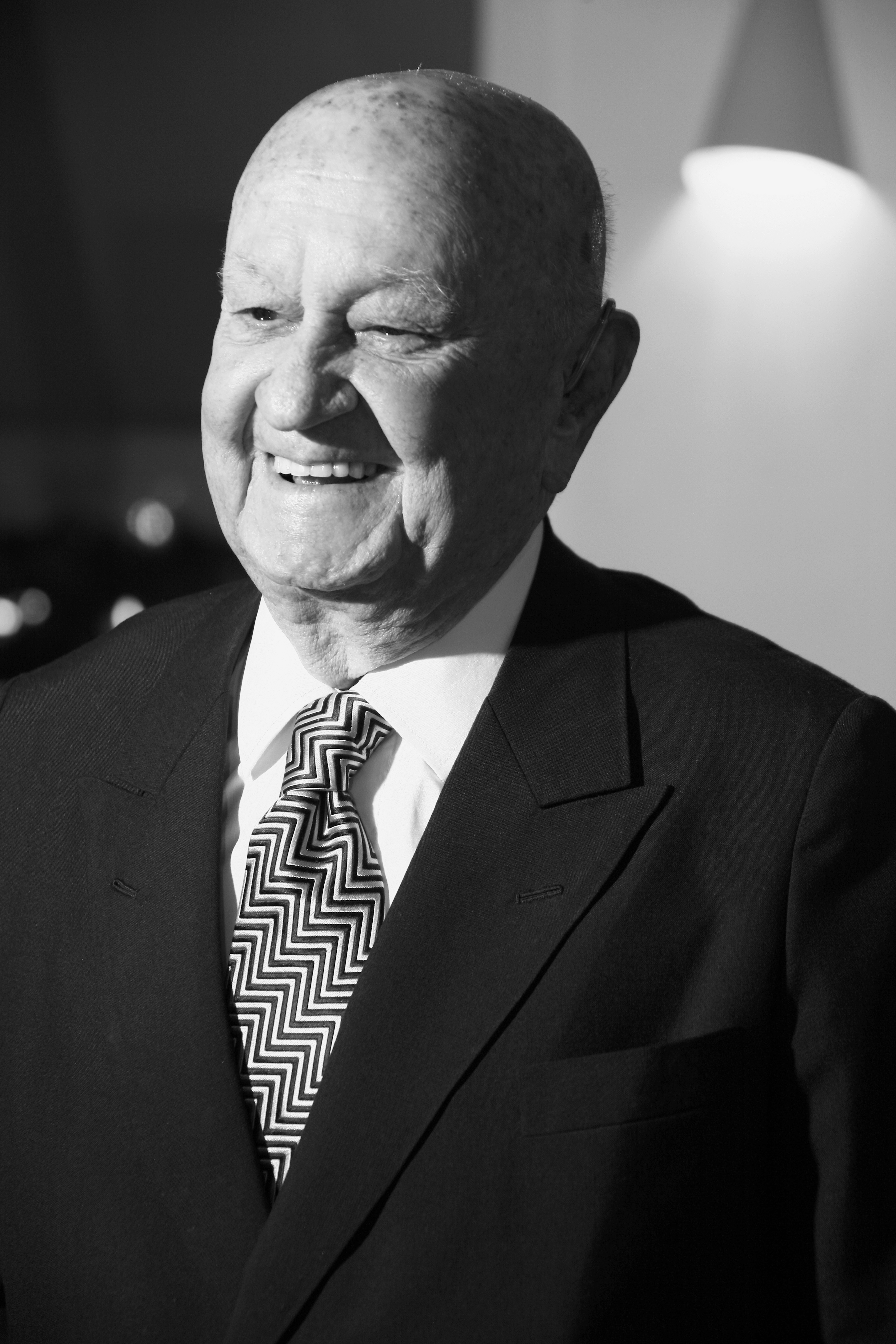
Oswaldo de Lia Pires, 2008.

Oswaldo de Lia Pires (Montenegro, 26 de março de 1918 - Porto Alegre, 26 de dezembro de 2010)  foi um advogado criminalista e jurista brasileiro. Conquistou notoriedade em virtude de suas atuações perante o Tribunal do Júri, valendo-se de sua envolvente oratória, de seu rápido raciocínio e da inovação de suas teses. Foi um dos primeiros advogados a utilizar a psicologia como tese central de suas defesas. Ganhou fama nacional como defensor do então deputado estadual Antônio Dexheimer (PMDB) e ajudou a absolvê-lo da acusação de ter matado o colega de bancada José Antônio Daudt, no episódio que ficou conhecido como "Caso Daudt".

## Biografia
Nasceu em 26 de Março de 1918, na cidade de Montenegro, no Rio Grande do Sul, filho de Clodoveu de Bittencourt Pires e Adelina de Lia Pires. Residiu, durante a infância, em várias cidades do Rio Grande do Sul, com seus pais e mais seis irmãos. Concluiu o Curso Fundamental em 10 de dezembro de 1937, no Ginásio Nossa Senhora do Rosário.
Em 1938 e 1939 cursou o Pré-Jurídico. Trabalhou como revisor e repórter do Diário de Notícias e posteriormente foi locutor da Rádio Difusora, a PRS-9. Em 1940 ingressou na Faculdade de Direito da Universidade de Porto Alegre, hoje Universidade Federal do Rio Grande do Sul.
Em 1941, submeteu-se ao exame de seleção e foi aprovado para cursar o "Centro de Preparação de Oficiais da Reserva de Porto Alegre", na arma de Cavalaria, concluindo-o em julho de 1943. A 28 de outubro desse mesmo ano, foi classificado no Regimento Osório (então 13.º RGCd) para estágio, incluído no estado efetivo do regimento e no II Esquadrão de Fuzileiros. De 1941 até 1955 lecionou Geografia no Colégio Estadual Júlio de Castilhos.
Em 19 de janeiro de 1945 foi-lhe outorgado o diploma de bacharel em Ciências Jurídicas e Sociais, contudo, já advogava desde 1943, considerando que na época não era obrigatório o diploma universitário para o exercício da profissão.
Começou a carreira junto ao renomado tio, Voltaire de Bittencourt Pires, com quem aprendeu as nuances da advocacia criminal. A sua trágica morte em acidente aéreo em 14 de agosto de 1950, com apenas 45 anos de idade, compeliu o então jovem sobrinho e aprendiz Oswaldo de Lia Pires a assumir os encargos deixados pelo mentor.
Na metade dos anos 50, Lia Pires enfileirou vitórias espetaculares em casos rumorosos. Virou tema de reportagem na badalada revista O Cruzeiro e passou a ser conhecido como o "príncipe do júri gaúcho".
Contraiu matrimônio com Dinah Corrêa Rockett em 17 de maio de 1945, com quem teve três filhos: Maria Luiza (falecida em 1992), Ana Maria e José Luiz.
Em 6 de maio de 1947 foi promovido ao posto de 2º Tenente da Reserva da 2ª Classe, Arma de Cavalaria, sendo-lhe conferida a Carta-Patente nessa data.
No dia 14 de agosto de 1953 foi-lhe conferido o Certificado de habilitação de radioamador da classe B e concedida a licença de "funcionamento de estação de radioamador".
A partir de 1956, não obstante advogar intensamente, praticou também o hipismo, integrando o quadro social da Sociedade Hípica Porto-Alegrense. Em 28 de abril de 1961 foi nomeado assessor de Polo e Hipismo do Conselho Regional de Desportos. Em novembro desse mesmo ano, foi eleito Presidente da Sociedade Hípica Porto-Alegrense.
Em março de 1968 foi eleito Presidente do Conselho Deliberativo do Sport Club Internacional.
Em 1958 frequentou o curso de extensão universitária sobre psicologia jurídica, temática que o consolidaria como um dos maiores advogados criminalistas do país.
Em 11 de agosto de 2008, dia do advogado, na sede da OAB/RS, foi lançado oficialmente o Instituto Lia Pires, responsável pela preservação e difusão da memória e do legado de Oswaldo de Lia Pires, por promover a Advocacia e as prerrogativas dos advogados, bem como realizar encontros de estudos, seminários e fóruns de debates. Foi realizada homenagem pelos 65 anos de profissão que completava Lia Pires.
Oswaldo de Lia Pires faleceu em 26 de dezembro de 2010, em função de complicações após uma cirurgia, decorrente de uma fratura no quadril.

## Casos de repercussão
Atuou em casos emblemáticos como defensor de personagens polêmicos, como o delegado Pedro Seelig, do Departamento de Ordem Política e Social (Dops), absolvido da acusação de participar do sequestro do casal de uruguaios Lilian Celiberti e Universindo Díaz, em 1978. Na década de 1980, evitou que o ex-prefeito de Tramandaí Elói Braz Sessim, acusado de corrupção e desvio de dinheiro público, fosse parar na cadeia. Em agosto de 1990, atuou como defensor do então deputado estadual Antônio Dexheimer (PMDB) e ajudou a absolvê-lo da acusação de ter matado o colega de bancada José Antônio Daudt.
Sua última atuação no Tribunal do Júri foi em 14 de dezembro de 2009, aos 91 anos. Defendeu o Coronel Edson Ferreira Alves e o Tenente-Coronel Arlindo Rego, da Brigada Militar, acusados dos homicídios de dois suspeitos do assassinato da policial militar Carina Rodrigues Macedo em 2001.

### ABSOLVIÇÃO TRIPLA
Em 1950, Lia Pires assumiu a defesa do intrincado caso de um químico de Santa Cruz do Sul acusado de matar por envenenamento a mulher, uma professora, 17 dias depois de se casarem. Segundo Lia Pires, o réu foi três vezes a júri, três vezes absolvido. No mesmo ano, ficou conhecido ao garantir a liberdade a um famoso advogado que matou o cunhado, em Alegrete. 

### O SAPATEIRO
Na década de 70, defendeu um sapateiro acusado de matar um vizinho com uma espingarda calibre 12. O rapaz passava na frente da sapataria todos os dias, insultando e dizendo um palavrão para o réu. Uma manhã, o sapateiro perdeu a cabeça e matou o homem. No júri, Lia Pires começou:
- Excelentíssimo senhor juiz, presidente destes trabalhos.
Repetiu a frase quatro vezes. Quando se preparava para a quinta, o juiz interrompeu, asperamente.
- Veja bem, excelência - disse Lia - eu o elogiei quatro vezes e o senhor ficou irritado. Imagine se, como o meu cliente, o senhor ouvisse um palavrão todo dia.
O réu foi absolvido.

### O CHARUTO
Mestre na arte da distração dos jurados durante a fala da acusação, certa vez, usou uma esperta estratégia. Lia Pires apareceu em plenário com um charuto cuja cinza nunca caía. Depois de o réu absolvido, soube-se o segredo: um arame enfiado no charuto não deixava a cinza despencar.

### SEQUESTRO DOS URUGUAIOS
Em 1978 defendeu o delegado Pedro Seelig da acusação de sequestrar de forma clandestina dois ativistas uruguaios, Lilián Celiberti e Universindo Díaz, e duas crianças em solo brasileiro. O réu foi absolvido por falta de provas.

### CASO DAUDT
Em agosto de 1990, atuou como defensor do então deputado estadual Antônio Dexheimer, do PMDB, acusado de ter matado o colega de bancada, José Antônio Daudt, do mesmo partido. O caso repercutiu nacionalmente e "parou" o Estado do Rio Grande do Sul no dia do julgamento. Foram três dias de sessões, no Tribunal Pleno do Tribunal de Justiça do Rio Grande do Sul, em que Lia Pires logrou êxito ao ver seu cliente absolvido por 14 votos a 7.

### NA ACUSAÇÃO PELO AMIGO
Em 1997, fez questão de trocar de lado para ajudar a condenar a 16 anos de cadeia o matador do filho de um amigo, o também criminalista Amadeu Weinmann. Foi uma união inédita entre dois tribunos de toga, que por anos a fio se digladiaram nos tribunais, mas que fora do plenário foram companheiros fraternos.

## Títulos e Honrarias
- Em 1961 foi-se outorgado o “Diploma de Consagração Pública”.

- Em 15 de abril de 1966 foi-lhe conferido o troféu “Honra ao Mérito” pela Televisão Gaúcha, “por serviços prestados à comunidade”.

- Em 29 de julho de 1970 foi-lhe conferido o Diploma de Membro Efetivo do Instituto dos Advogados do Rio Grande do Sul.

- Em 1971 foi eleito Conselheiro da Ordem dos Advogados do Brasil, RS.

- Em 1973 foi-lhe outorgado o Diploma de Benemérito, pela Pontifícia Universidade Católica do Rio Grande do Sul.

- A 1º de novembro de 1974 foi-lhe conferido pela Ordem dos Advogados do Brasil, Secção do Rio Grande do Sul, o prêmio “Medalha Oswaldo Vergara”, pelos relevantes serviços prestados à Ordem e à classe. A 6 de junho de 1975 foi agraciado com Escudo e Cartão de Metal, pelo 3º Regimento de Cavalaria de Guardas, “pela sua fidelidade às virtudes da Cavalaria e espírito de amizade”.
- A 6 de novembro de 1977 foi-lhe outorgado, pelo Governador do estado do Rio Grande do Sul, a MEDALHA DE SERVIÇOS DISTINTOS.
- A 25 de agosto de 1979 foi-lhe conferido o Diploma da ORDEM DO MÉRITO MILITAR, no grau de Oficial.
- A 10 de novembro de 1981 foi-lhe conferida a Medalha “Cruz de Ferro”, quando da comemoração dos 130 anos da Brigada Militar.
- A 02 de junho de 1993 foi-lhe conferida a Comenda de ADVOGADO EMÉRITO, pelo instituto dos Advogados do Rio Grande do Sul.
- A 11 de agosto de 1995 foi-lhe conferido pela OAB-RS, DIPLIMA DE HONRA, pelos relevantes serviços prestados à Ordem dos Advogados do Brasil, secção Rio Grande e à advocacia do Rio Grande do Sul.
- Em 23 de agosto de 1997 foi-lhe conferido o Diploma de Ex-Aluno Destaque do ano de 1997, pelo Centro de Preparação de Oficiais da Reserva/PA.
- Em 1998 – 3 de setembro – foi-lhe conferido o título honorífico de CIDADÃO DE PORTO ALEGRE, pela Câmara de Vereadores de Porto Alegre.
- Em 1999 – 15 de março – foi-lhe conferido o título de PROFESSOR HONORÁRIO DO Curso de Direito do Centro de Ciências Econômicas, Jurídicas e Sociais da Universidade Luterana do Brasil – ULBRA.
- Em 1999 – 25 de maio – foi-lhe conferido o troféu DESTAQUE ESPECIAL pelo “Jornal do Comércio”, “pelo seu esforço em benefício da comunidade e do próprio desenvolvimento do Rio Grande do Sul e do país”.
- Em 11 de agosto de 2011 foi-lhe conferido título de advogado emérito (in memoriam) pela Ordem dos Advogados do Brasil, seccional do Rio Grande do Sul.[5]